# Nippes
Nippes (Haïtiaans-Creools: Nip) is een van de 10 departementen van Haïti. Het is in 2003 afgesplitst van het departement Grand'Anse. Het heeft 343.000 inwoners op een oppervlakte van 1300 km². 
De hoofdstad is Miragoâne. Het departement wordt begrensd door de departementen Grand'Anse, Sud, Ouest en Sud-Est, en door de Golf van Gonâve.

## Grondgebied
Het grondgebied dat nu door het departement Grand'Anse wordt ingenomen, behoorde onder de Taíno's tot het cacicazgo Xaragua.

## Indeling
Het departement zoals het bestaat na de splitsing, is opgedeeld in 3 arrondissementen:
- Miragoâne
- Anse-à-Veau
- Baradères

## Sociaal-economisch[2]
Noot: de sociaal-economische cijfers van het departement Nippes zijn inbegrepen in de cijfers van Grand'Anse.